# نبر (تونس)
نبر (به عربی: نبر) یک منطقهٔ مسکونی در تونس است که در استان کاف واقع شده‌است. نبر ۵٬۵۰۰ نفر جمعیت دارد.